# Ivan Gatto
Ivan Gatto (Treviso, 13 giugno 1978) è un ex cestista italiano, di ruolo ala.

## Biografia
Ha anche radici croate, in quanto la madre è originaria di Fiume.

## Carriera

### Club
Ivan Gatto è cresciuto nel vivaio della Benetton Treviso ma si è formato come giocatore in America, con un anno di high school alla Socastee High School di Myrtle Beach, due anni di college fra Kansas e Texas e due anni alla Weber State University, ateneo partecipante alla NCAA Division I.
Nel 2001 è rientrato in Europa, nella seconda Lega greca, con il Makedonikos con cui ha vinto il campionato.
L'anno successivo è tornato in Italia chiamato in Serie A dal Basket Napoli. Dopo la prima stagione nelle file partenopee, nel 2003-04 è approdato in Legadue a Pavia in prestito. Quindi, il ritorno nella massima serie a Napoli nella stagione 2004-05 chiusa con 8,4 punti, 6,4 rimbalzi, 49% al tiro da due e 44,9% da tre punti.
Nel 2005-06 scende nuovamente in Legadue sposando il progetto di Pavia, con cui sottoscrive un accordo biennale. Diventa quindi il miglior tiratore da tre della stagione 2006-07 ed uno dei maggiori protagonisti della cavalcata pavese ai play-off, interrotta solo nella serie finale contro la Scavolini Pesaro. In questa stagione, nei 29,9 minuti medi di utilizzo, ha prodotto una media di 12,2 punti a partita con il 51,7% da 23, il 43,5% da tre e l'83,4% nei liberi oltre a 5,5 rimbalzi per gara.
Nel 2007-08 gioca con la Pepsi Caserta, ironia della sorte la squadra che lui stesso aveva contribuito a condannare ad un altro anno di Legadue grazie alla vittoria pavese all'ultima giornata in Pavia-Caserta dell'aprile 2007. Durante la prima parte di regular season è uno dei migliori giocatori della compagine campana, poi però viene limitato anche dagli infortuni; la promozione in Serie A di Caserta arriverà comunque dopo i play-off.
Nella stagione 2008-09, malgrado avesse un altro anno di contratto con Caserta, viene ceduto alla Prima Veroli dove ritrova Andrea Trinchieri, suo coach nella prima parte di stagione con la società casertana. Nel 2010 diventa capitano della formazione verolana (compito lasciatogli da Marco Rossi).
Torna in campo a gennaio 2013, in Divisione Nazionale C, ingaggiato dall'Amici Pallacanestro Udinese per tentare la promozione in DNB.
Nell'estate del 2013 annuncia il rientro a Treviso, per giocare nella Divisione Nazionale B con il Treviso Basket.
Il 2 agosto 2014 passa al Petrarca Padova in Serie C. I primi di gennaio del 2015, lascia la società padovana per motivi familiari.
Per due stagioni e mezza è poi pilastro del Ponzano Basket, conquistando la serie promozione in C Silver dalla serie D e giocando poi in C Silver.
Dalla stagione 2017-18 veste la maglia del Basket Oderzo che ha costruito una squadra di altissimo livello per tentare il ritorno in serie B.

### Nazionale
È stato anche nazionale juniores partecipando con la maglia azzurra ai campionati europei di categoria del 1996 (6º classificato).

## Palmarès
- Promozione in A1 greca con il Makedonikos di Salonicco (2001–02)
- Promozione in A1 con la Juve Caserta (2006–07)
- Coppa Italia di Legadue: 3
 Veroli Basket: 2009, 2010, 2011
- MVP coppa Italia 2010.
- Promozione in serie B con Apu Udine (2012–13)